# 94 East
94 East là một nhóm nhạc funk có trụ sở tại Minneapolis, được thành lập vào tháng 12 năm 1975 bởi Pepe Willie, chồng cũ của em họ Prince. Willie là một trong những người chịu trách nhiệm đưa sự nghiệp của Prince đi lên và vận hành, đồng thời sớm kết nạp tài năng của một Hoàng tử tuổi teen và người bạn thân thời thơ ấu của anh, André Cymone. Prince cũng đã sáng tác một bài hát cho họ, "Just Another Sucker". 94 East được dẫn dắt bởi Colonel Abrams, một trong những người đi đầu trong làng nhạc dance, người đã bắt đầu sự nghiệp solo ngắn ngủi với một loạt các bản hit lớn. Ban nhạc tan rã khi Prince trở thành một ngôi sao solo  theo ý mình. Các bản thu âm của 94 East được thu âm từ tháng 12 năm 1975 đến tháng 2 năm 1979. Ban nhạc được đặt tên theo Xa lộ Liên tiểu bang 94, chạy qua Minneapolis.

## Danh sách đĩa nhạc
Tất cả các album đều là các biến thể và phiên bản toàn diện của Minneapolis Genius..
- Minneapolis Genius hay Minneapolis Genius - The Historic 1977 Recordings (ghi là 94 East kết hợp với Prince) (phát hành năm 1985 dưới định đĩa vinyl và 1987 dưới dạng CD).
- Symbolic Beginning (được ghi là 94 East với sự góp mặt của Prince) (phát hành năm 1995, CD đôi)
- One Man Jam (được ghi là Prince và 94 East) (phát hành năm 2000, CD kép)
- Just Another Sucker (ghi là 94 East) (phát hành năm 2004, CD kép)